# Frontera entre Mongolia y Rusia

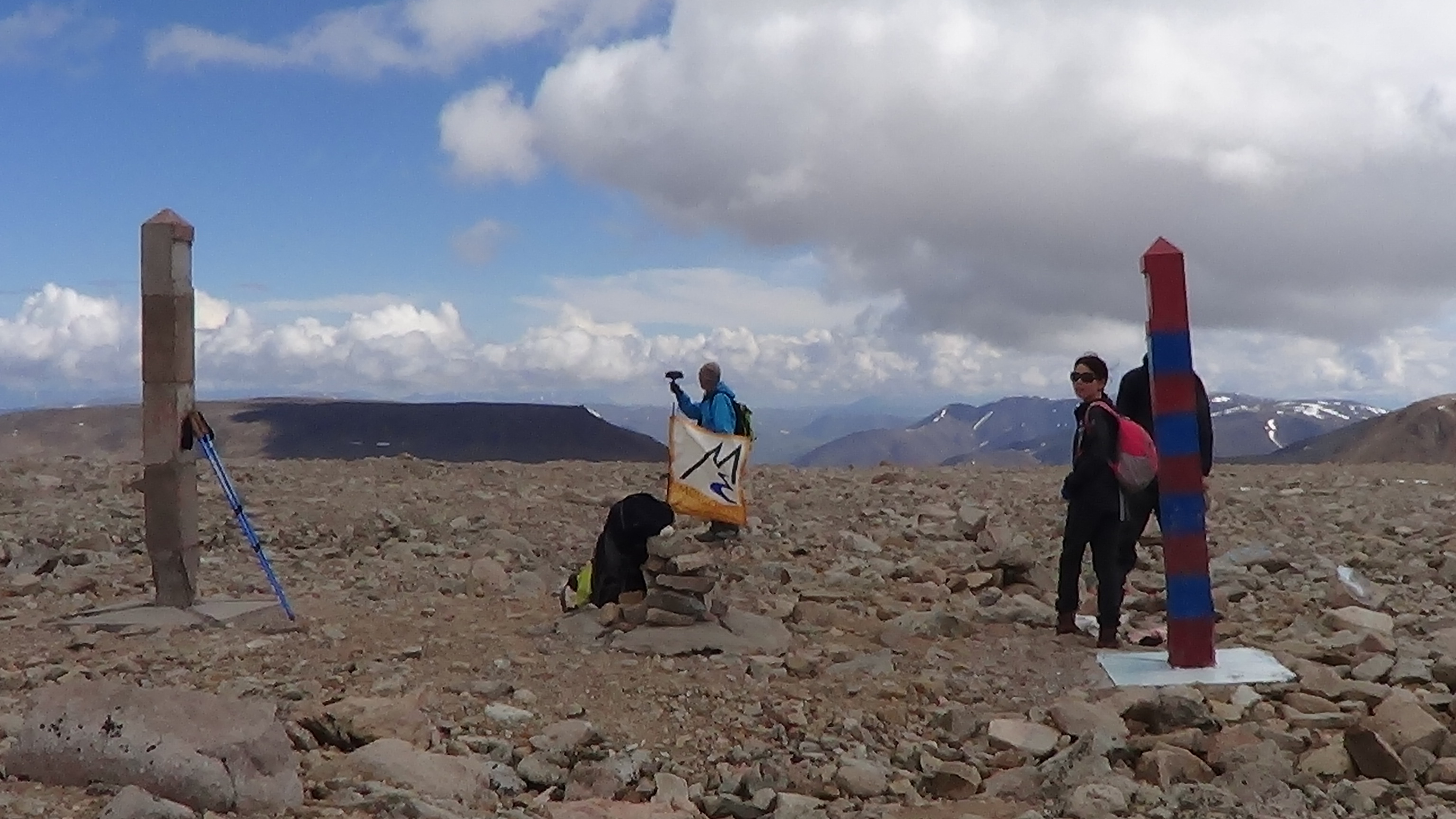
Turistas en la Frontera

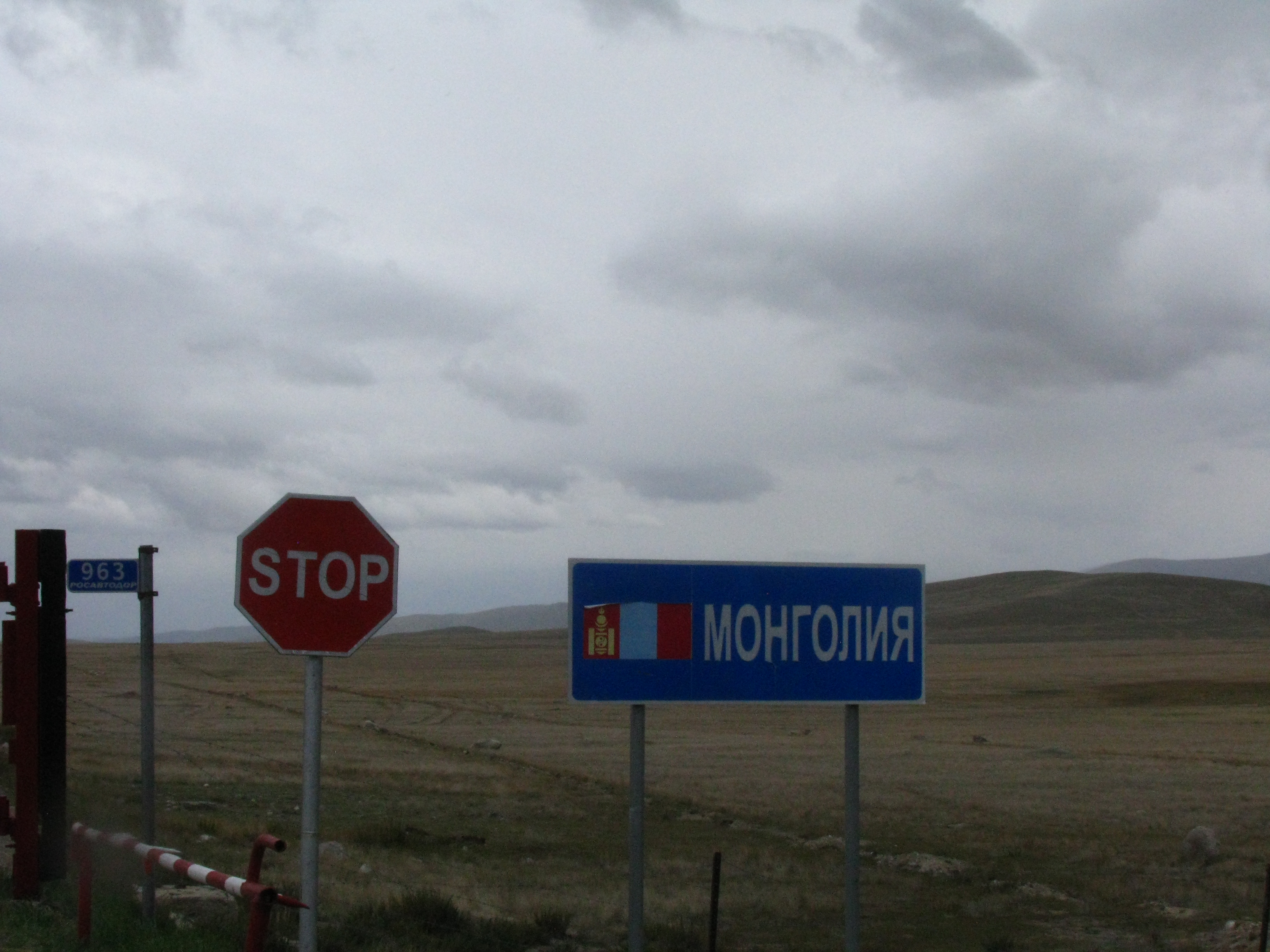
Frontera

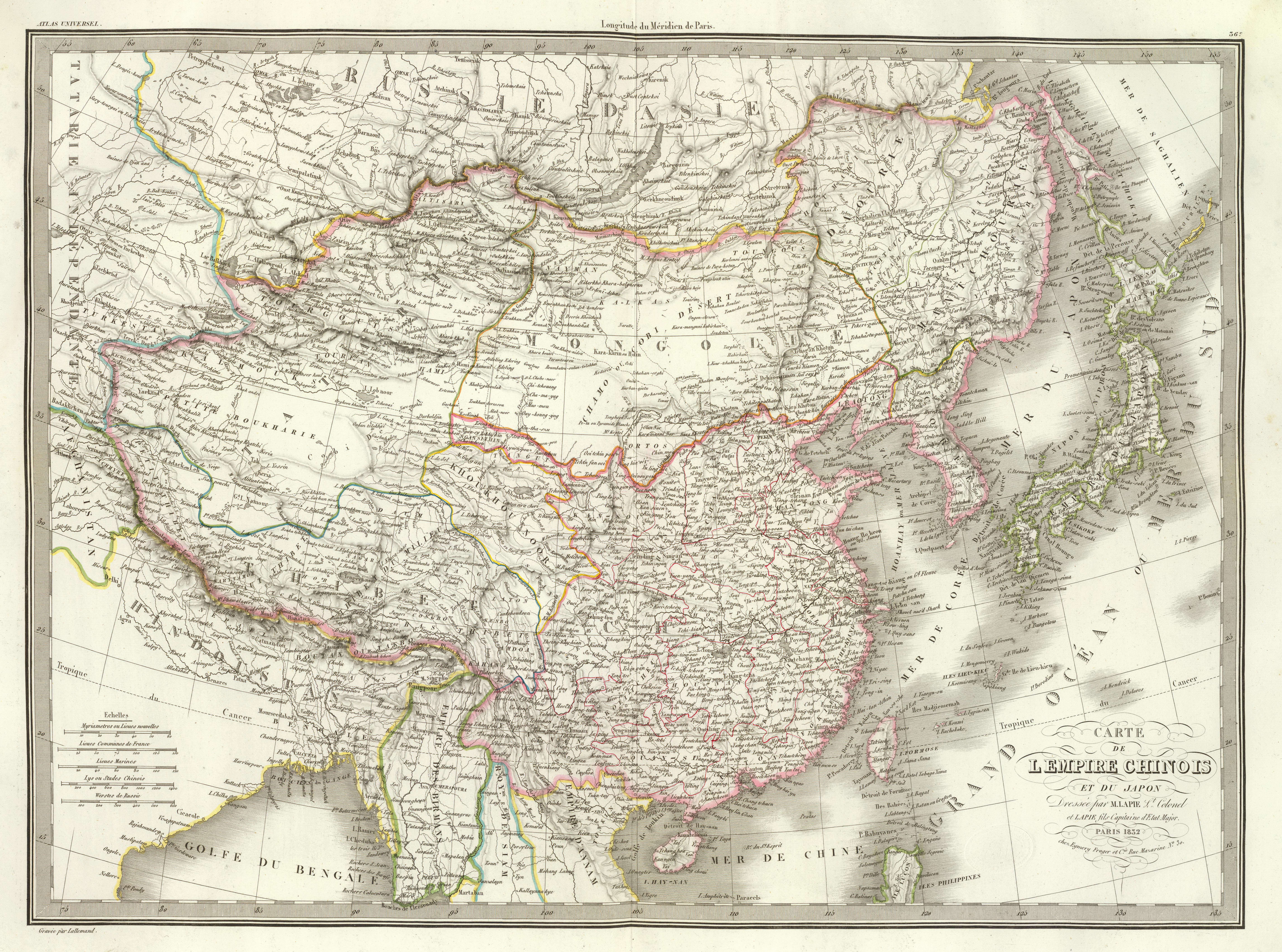
La frontera entre China y Rusia dentro de las regiones de Mongolia, tal como se desarrolló durante el, correspondía en gran medida a la frontera actual entre Mongolia y Rusia; la principal diferencia es la absorción de Tuvá en Rusia

La frontera entre Mongolia y Rusia es la frontera que divide los países de Mongolia y la Federación de Rusia. Se creó en 1911 cuando Mongolia logró su independencia. Cuenta con un total de 3485 km de longitud.

## Historia y legalidad
La actual frontera entre Mongolia y Rusia se creó en 1727, cuando Mongolia todavía formaba parte del Imperio Qing, y fue establecida por dos tratados entre dichos países.
El tramo de la frontera entre Mongolia y Tuvá, Rusia, fue establecido en 1940 por un convenio fronterizo entre Mongolia y la República Popular de Tannu Tuvá, con cambios menores en 1958 y 1976.
La demarcación de la frontera empezó en 1959-1960 para el tramo Mongolia-Tuvá y en 1977-1979 para el resto de la frontera. La demarcación se finalizó el 29 de noviembre de 1980 con la firma del Tratado de la Frontera entre Mongolia y la Unión Soviética.

## Entidades fronterizas

### Mongolia
Las siguientes son las provincias de Mongolia (en mongol: аймаг aimag; singular) que tienen frontera con Rusia:
- Bayan-Ölgiy
- Uvs
- Zavhan
- Hövsgöl
- Bulgan
- Selenge
- Hentiy
- Dornod

### Rusia
Los siguientes son los sujetos federales de Rusia (en ruso: субъе́кт subyekt; singular) que tienen frontera con Mongolia:
- República de Altái
- República de Tuvá
- República de Buriatia
- Krai de Zabaikalie